# 伊什
伊什（法語：Isches，法語發音：[iʃ] ⓘ）是法国大東部大區孚日省的一个市镇，属于讷沙托区。

## 地理
伊什（48°1'2"N, 5°49'47"E）面积13.6 平方千米，位于法国大東部大區孚日省，该省份为法国东北部内陆省份，北起默兹省和默尔特-摩泽尔省，西接上马恩省，南至上索恩省和贝尔福地区省，东临上莱茵省和下莱茵省。
与伊什接壤的市镇（或旧市镇、城区）包括：塞尔克、安韦勒、富谢库尔、拉马什、蒙莱拉马什、瑟奈德、瑟雷库尔、蒂涅库尔。

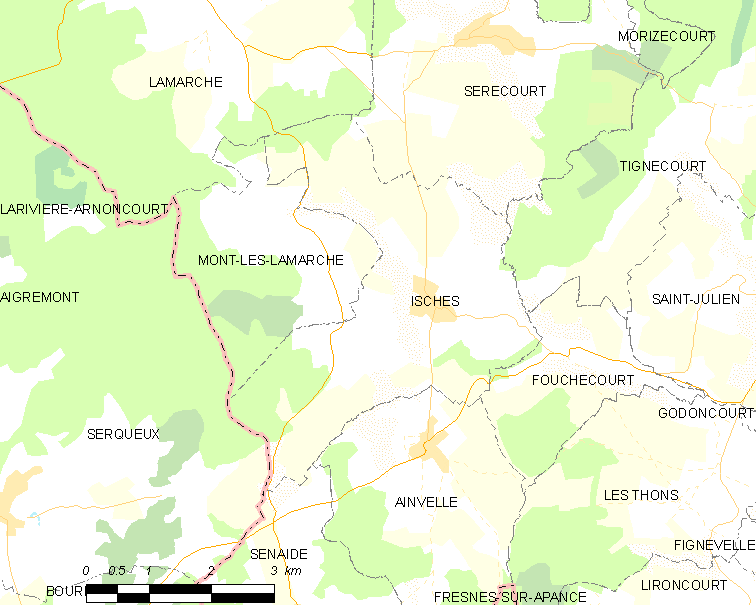
伊什的OSM定位图

伊什的时区为UTC+01:00、UTC+02:00（夏令时）。

## 行政
伊什的邮政编码为88320，INSEE市镇编码为88248。

## 政治
伊什所属的省级选区为达尔内县。

## 人口

1962-2008年间伊什人口变化图示

伊什于2022年1月1日时的人口数量为172人。